# うえはまだ
うえはまだは、かつてSMA NEET Projectで活動していた日本のお笑いコンビ。当初はマセキ芸能社に所属していた。2000年結成。2014年9月23日解散。

## メンバー
- 植田 誠（うえだ まこと、1977年11月21日（47歳）- ）ツッコミ担当

茨城県鹿嶋市出身。身長175cm、体重62.5kg。帝京大学卒業。
血液型はB型。
趣味は読書、特技はサービス（レストラン）。
解散後はピン芸人を経て、詩人歌人（本田まさゆき、枡野浩一）に加入しトリオ「詩人歌人と植田マコト」として活動した後、枡野の文筆業専念により、本田とコンビ「すっきりソング」を結成。2018年に解散後、元庵。のエイテツと「はぐれ超人」を結成。
- 浜田 政芳（はまだ まさよし、1977年5月26日（47歳）- ）ボケ担当

神奈川県鎌倉市出身。身長160cm、体重52kg。帝京大学卒業。
血液型はA型。
趣味はギャンブル、特技は声が高い。
解散後は芸能界を引退。

## 略歴
2000年、帝京大学の同級生同士でコンビ結成。当初は「テンカウント」というコンビ名でマセキ芸能社に所属していたが、退社し2005年にSMA NEET Projectへ移籍。
2014年9月23日出演のライブ「ハリウッド寄席」をもってコンビを解散した。

## 主な出演番組

### テレビ
- 爆笑オンエアバトル（NHK総合テレビ）戦績0勝1敗 最高141KB
- 爆笑トライアウト（NHK総合、2009年10月4日）
  - 会場審査は7位（381TP）、視聴者投票は6位（385票）。